# Thụy Sĩ
Thụy Sĩ (còn được viết là Thụy Sỹ), tên đầy đủ là Liên bang Thụy Sĩ, là một nước cộng hòa liên bang tại châu Âu. Quốc gia này gồm có 26 bang, và thành phố Bern là nơi đặt trụ sở nhà đương cục liên bang. Quốc gia này nằm tại Tây – Trung Âu, có biên giới với Ý về phía nam, với Pháp về phía tây, với Đức về phía bắc, và với Áo cùng Liechtenstein về phía đông. Thụy Sĩ là quốc gia không giáp biển, có tổng diện tích 41.285 km² và về địa lí bao gồm dãy Alps, cao nguyên Thụy Sĩ và dãy Jura. Mặc dù dãy Alps chiếm phần lớn diện tích lãnh thổ quốc gia, song khoảng 8 triệu dân Thụy Sĩ hầu hết tập trung tại khu vực cao nguyên. Các thành phố lớn nhất toàn quốc cũng nằm tại khu vực cao nguyên, trong đó có hai thành phố toàn cầu và trung tâm kinh tế là Zurich và Geneva.
Mốc thành lập Cựu Liên bang Thụy Sĩ là vào thời kì Trung Cổ, là kết quả từ một loạt thắng lợi quân sự chống lại Áo và Burgandy. Thụy Sĩ được chính thức công nhận độc lập từ Thánh chế La Mã theo Hòa ước Westfalen vào năm 1648. Thụy Sĩ có lịch sử trung lập về quân sự từ thời kì Cải cách Tin Lành; quốc gia này không nằm trong tình trạng chiến tranh trên bình diện quốc tế từ năm 1815 và không gia nhập Liên Hợp Quốc cho đến năm 2002. Tuy thế, Thụy Sỹ theo đuổi chính sách đối ngoại tích cực và thường xuyên tham gia vào các tiến trình kiến tạo hòa bình trên toàn cầu. Thụy Sĩ là nơi khai sinh của tổ chức Chữ thập đỏ, là nơi đặt trụ sở của nhiều tổ chức quốc tế, trong đó có văn phòng lớn thứ nhì của Liên Hợp Quốc. Trên cấp độ châu Âu, Thụy Sĩ là một thành viên sáng lập của Hiệp hội Mậu dịch tự do châu Âu, song không phải là thành viên của Liên minh châu Âu và Khu vực kinh tế châu Âu. Tuy nhiên, Thụy Sĩ tham gia Khu vực Schengen và Thị trường chung châu Âu thông qua các hiệp định song phương.
Thụy Sĩ nằm tại nơi giao nhau của châu Âu German và châu Âu La Tinh, có bốn khu vực ngôn ngữ và văn hóa: Đức, Pháp, Ý và Romansh. Đa số dân chúng nói tiếng Đức, song bản sắc dân tộc Thụy Sỹ bắt nguồn từ một bối cảnh lịch sử chung, chia sẻ các giá trị như chủ nghĩa liên bang và dân chủ trực tiếp, và chủ nghĩa tượng trưng Alpes. Do đa dạng về ngôn ngữ, Thụy Sỹ có nhiều tên gọi bản địa: Schweiz [ˈʃvaɪts] (tiếng Đức); Suisse [sɥis(ə)] (tiếng Pháp); Svizzera [ˈzvittsera] (tiếng Ý); và Svizra [ˈʒviːtsrɐ] hoặc [ˈʒviːtsʁːɐ] (Romansh). Trên tiền xu và tem bưu chính, tên gọi trong tiếng Latinh (thường được rút ngắn thành "Helvetia") được sử dụng thay vì bốn ngôn ngữ chính thức. Tiền tệ của vùng đất chocolate - sô cô la là Franc.
Thụy Sĩ nằm trong số các quốc gia phát triển nhất trên thế giới, có của cải bình quân cao nhất (2010) và GDP PPP bình quân cao thứ 8 theo IMF (2011). Thụy Sỹ nằm vào hàng đứng đầu toàn cầu trên một vài số liệu về thành tựu quốc gia, bao gồm tính minh bạch chính phủ, tự do dân sự, chất lượng sinh hoạt, tính cạnh tranh kinh tế và phát triển con người. Zürich và Genève nằm trong số các thành phố đứng đầu thế giới về chất lượng sinh hoạt, theo Mercer năm 2009.

### Lịch sử sơ khởi

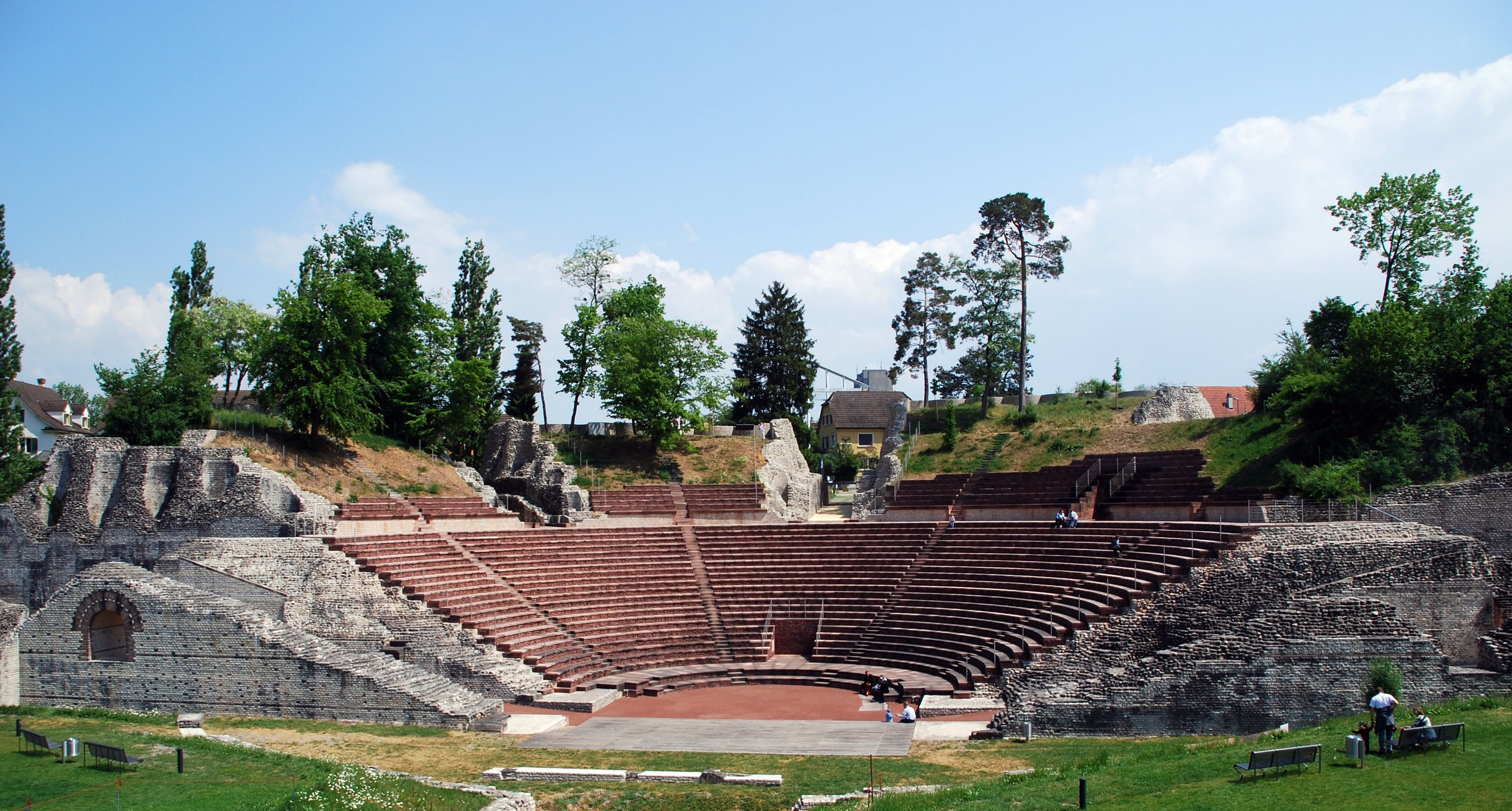
Augusta Raurica được Lucius Munatius Plancus thành lập vào năm 44 TCN, là khu định cư La Mã đầu tiên ven sông Rhine và nay nằm trong số các di chỉ khảo cổ học quan trọng nhất tại Thụy Sỹ.

### Liên bang Thụy Sỹ Cũ

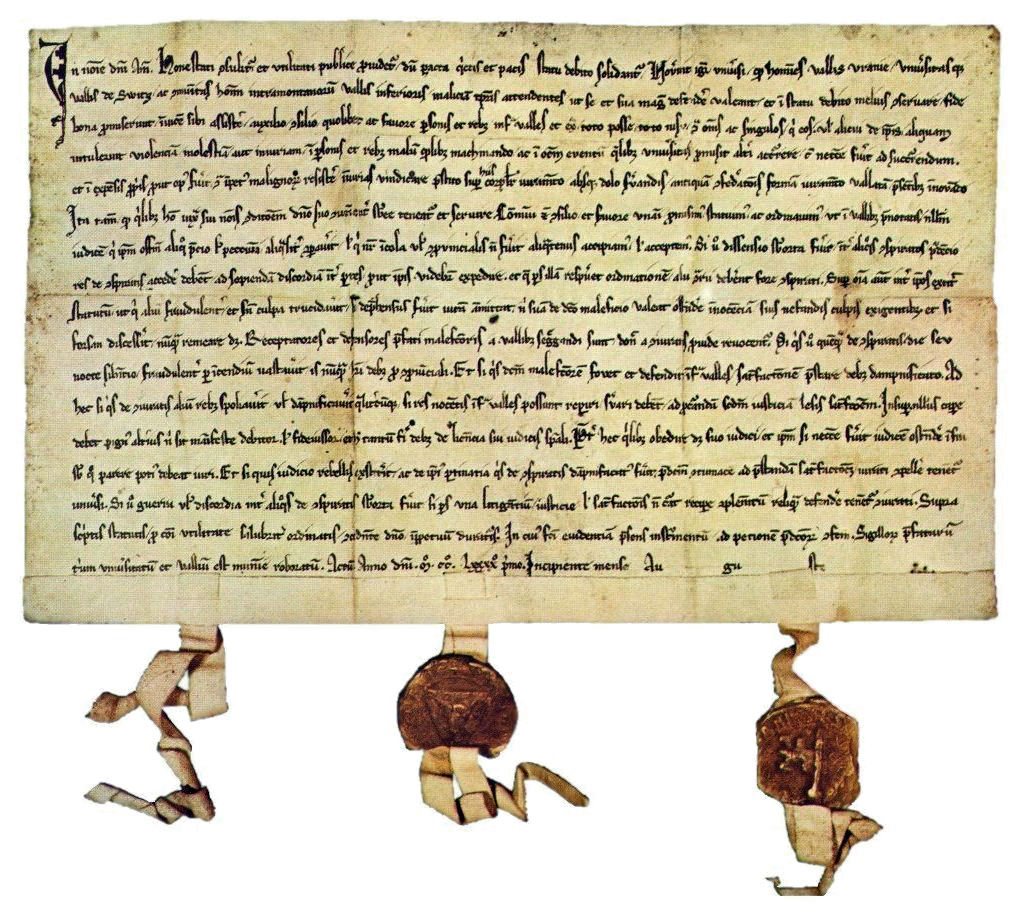
Hiến chương Liên bang 1291

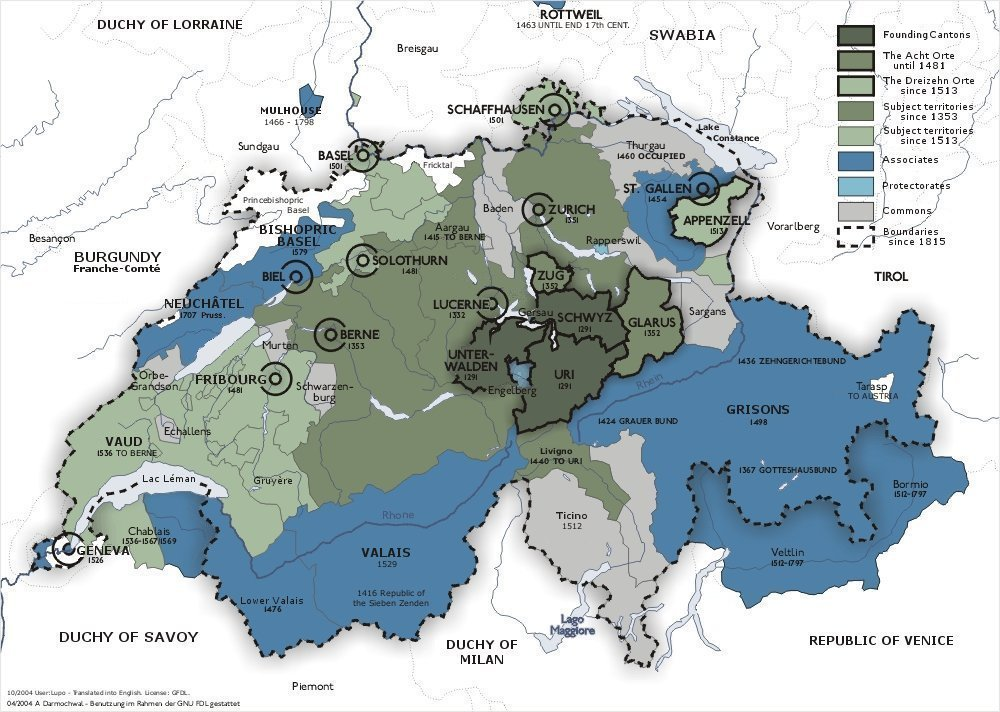
Liên bang Thụy Sỹ Cũ từ năm 1291 (lục đậm) đến thế kỷ XVI (lục nhạt).

### Quốc gia liên bang

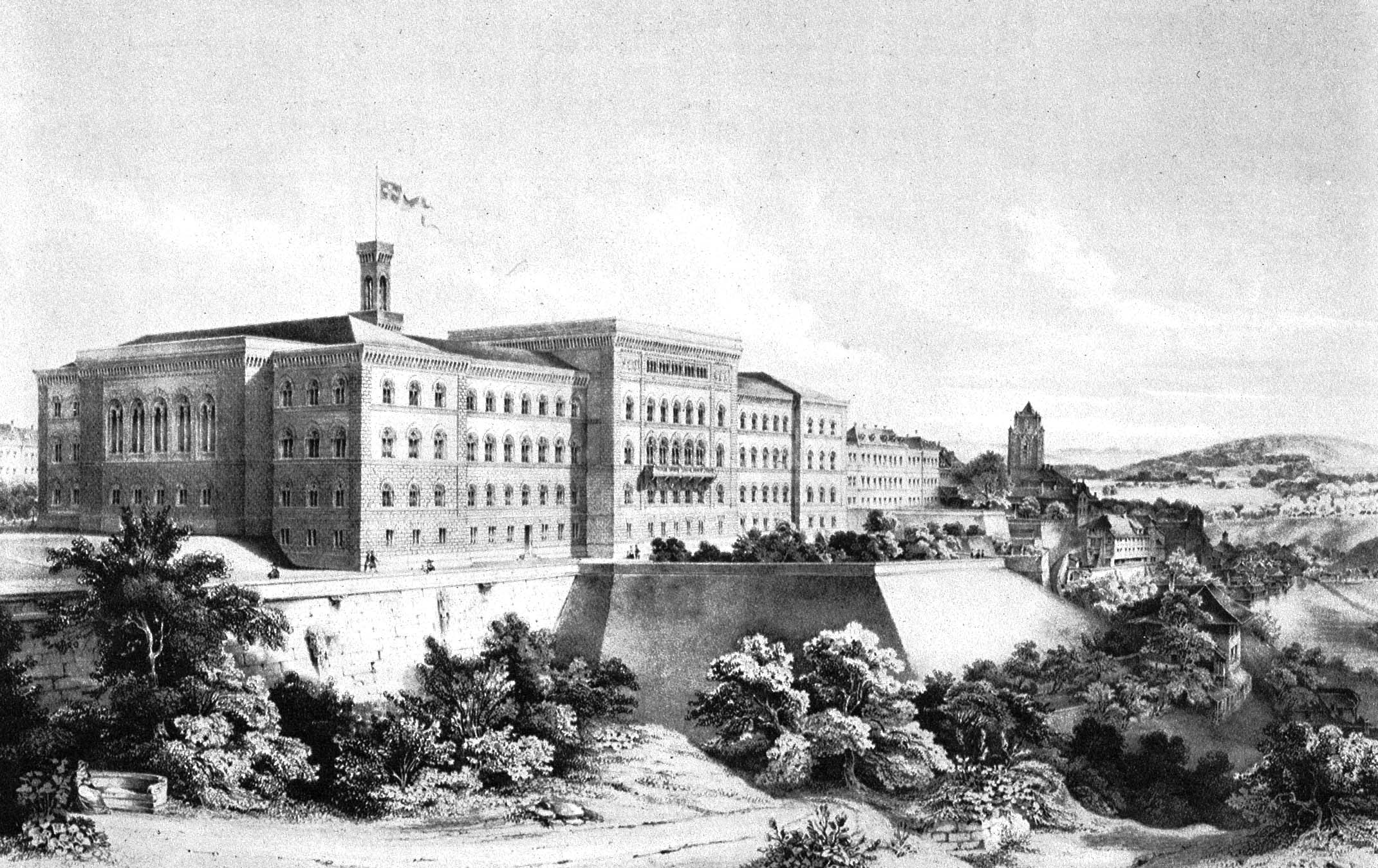
Cung điện Liên bang đầu tiên, tại Bern (1857). Một trong ba bang chủ trì Tagsatzung (hội đồng lập pháp và hành pháp cũ), Bern được chọn làm thủ đô liên bang vào năm 1848, chủ yếu là do gần gũi với khu vực nói tiếng Pháp.

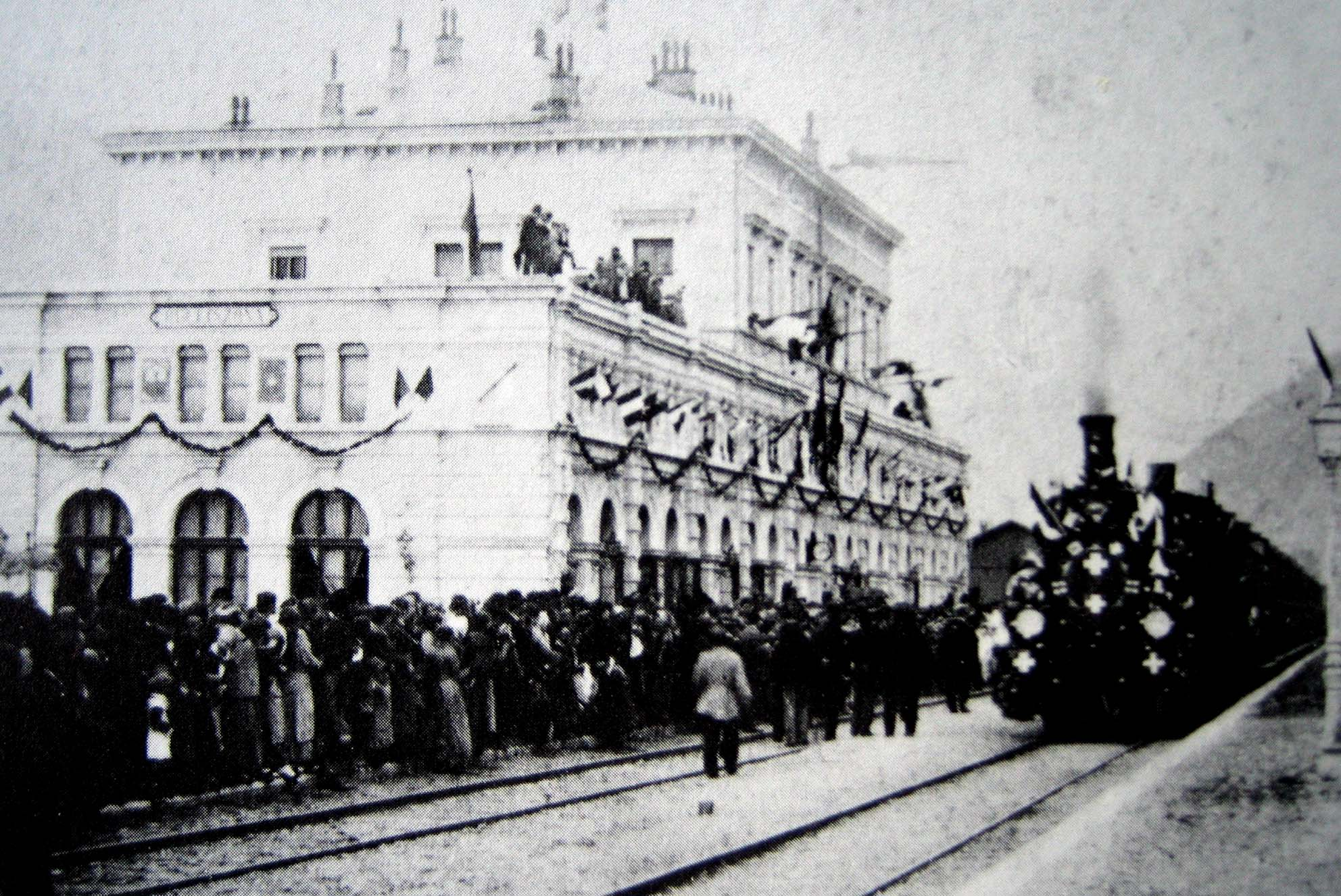
Đường hầm xe lửa Gotthard được khánh thành vào năm 1882, giữ kỷ lục thế giới vào đương thời về chiều dài.

### Lịch sử hiện đại

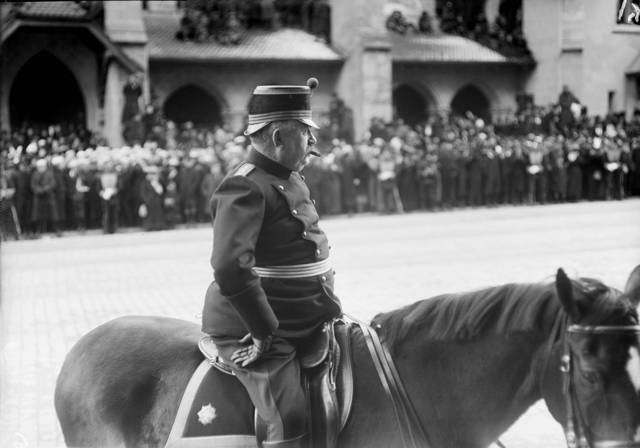
Tướng Ulrich Wille là tổng tư lệnh của Lục quân Thụy Sỹ trong Chiến tranh thế giới thứ nhất

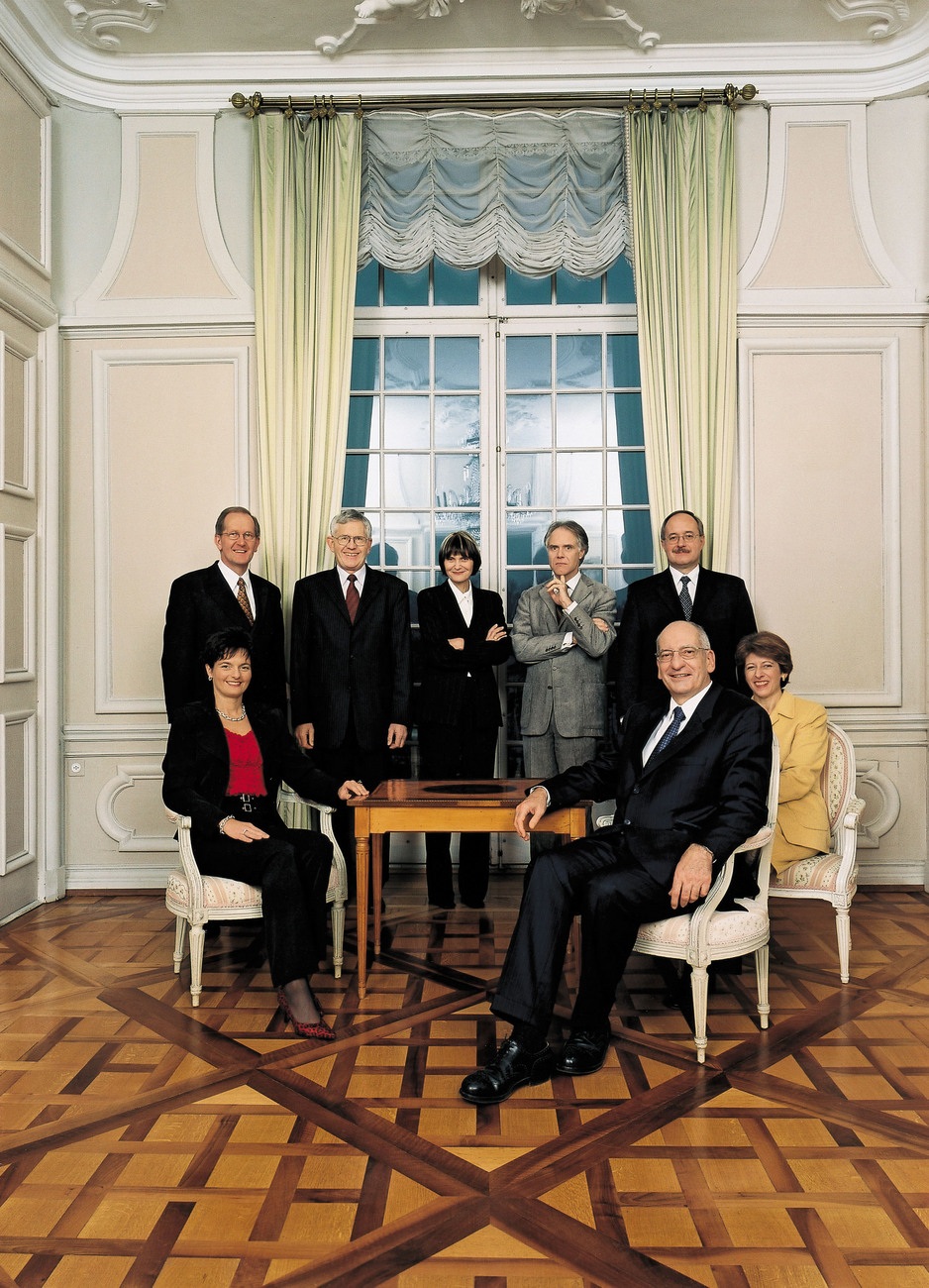
Năm 2003, với việc trao cho Đảng Nhân dân Thụy Sỹ ghế thứ nhì trong nội các cầm quyền, Quốc hội thay đổi liên minh chi phối chính trường Thụy Sỹ kể từ năm 1959.

## Địa lí

Bản đồ địa hình Thụy Sĩ

Các kiểu phân loại khí hậu Köppen của Thụy Sĩ

## Chính trị

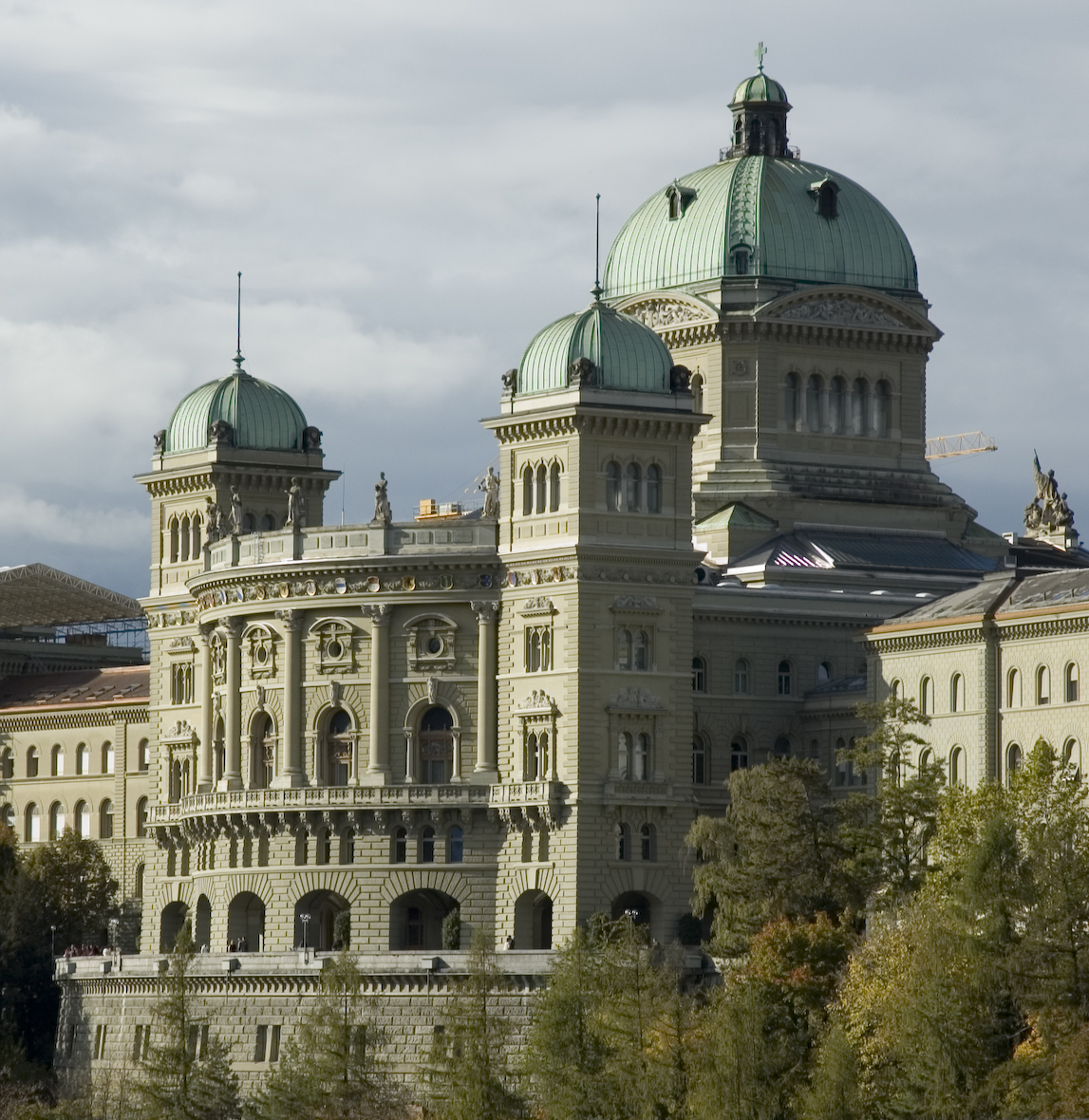
Cung điện Liên bang là trụ sở của Nghị viện Liên bang và Hội đồng Liên bang.

### Dân chủ trực tiếp

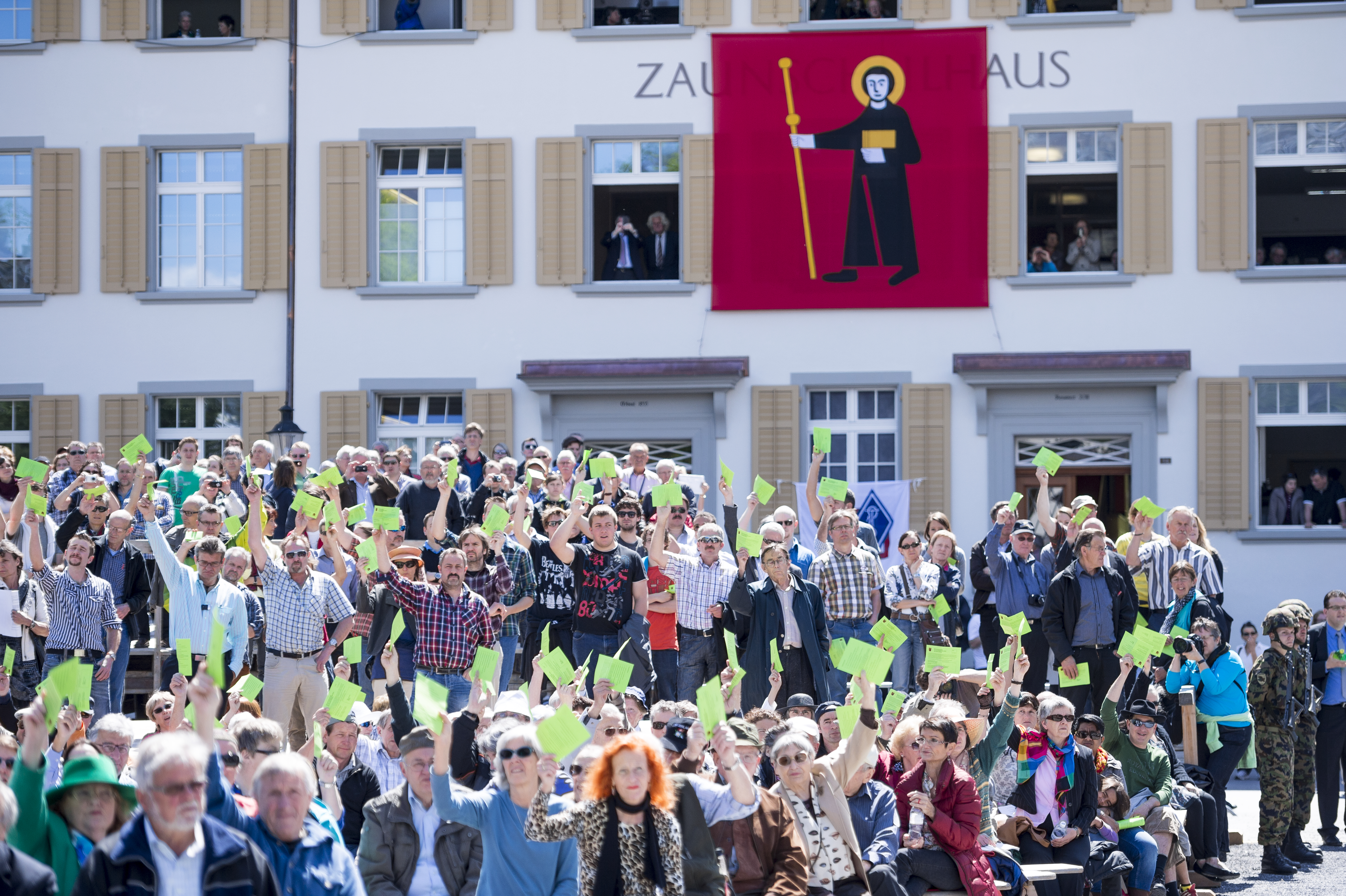
Landsgemeinde (bỏ phiếu công khai) là một hình thức cũ của dân chủ trực tiếp. Nó hiện vẫn được thực hiện tại hai bang.

## Từ nguyên